# République de Mirdita

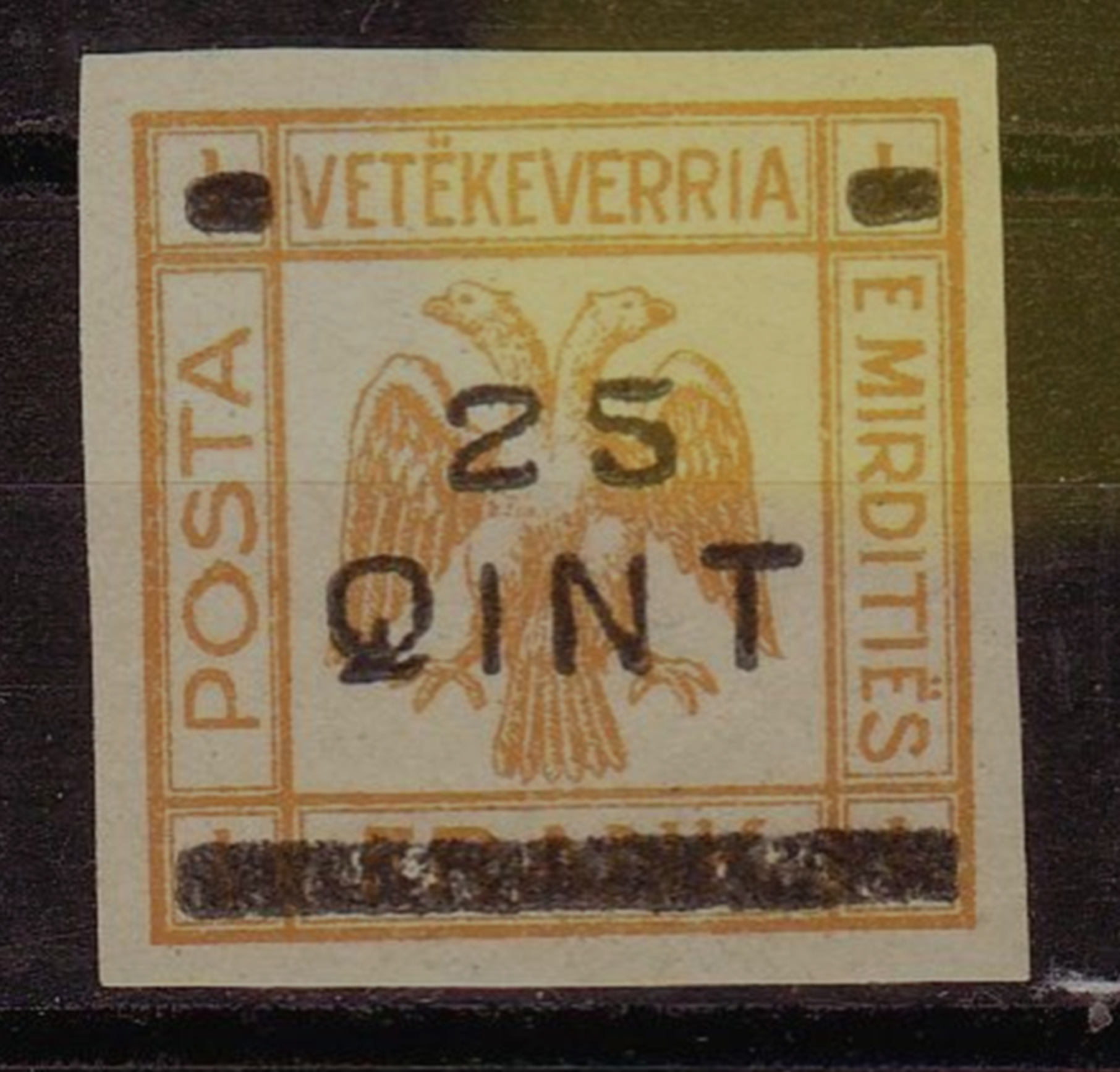
Timbre-poste de la république de Mirdita

La république de Mirdita (Republika e Mirditës) était une république éphémère non reconnue, déclarée dans le nord de l'Albanie par Marka Gjoni et ses partisans. Elle a existé entre le 17 juillet et le 20 novembre 1921. Gjoni a mené ses tribus catholiques Mirdita dans une rébellion contre la régence et le parlement albanais établis après la Première Guerre mondiale. Le royaume des Serbes, Croates et Slovènes (plus tard la Yougoslavie), et son roi nouvellement intronisé Aleksandar Karadjordjevic, a soutenu Gjoni en raison de son intérêt à avoir une autre région séparatiste en Albanie, affaiblissant l'État albanais nouvellement créé et aiguisant l'antagonisme religieux.
Gjoni a proclamé à Prizren la fondation d'une république indépendante de Mirdita. Gjoni était le seul président de cette république. Comme la république violait la souveraineté de l'État albanais, les troupes du gouvernement albanais ont combattu et ont fini par éteindre la république. Le gouvernement putatif de la république a été envahi par le gouvernement albanais, bien qu'aucune persécution réelle ne soit tombée sur les principaux dirigeants. Gjoni s'est enfui en Yougoslavie, mais est ensuite retourné en Albanie et est resté actif dans la vie politique des hauts plateaux jusqu'à sa mort en 1925.

## Histoire

### Contexte
La région de Mirdita est traditionnellement connue pour la résistance catholique contre les musulmans ottomans au pouvoir. Cette résistance trouve ses racines au XVe siècle, lorsque les Mirditors ont combattu les armées ottomanes sous la direction de Gjergj Kastrioti - Scanderbeg. En outre, les Mirditors seraient les frères directs de la tribu des Dukagjini, ce qui signifie que les deux régions étaient dirigées par un seul ancêtre. Les Mirditors ont réussi à s'unir avec les régions de Kurbin, Lezhë, Dukagjin, Pukë, Shkodër et Malësia afin de préserver leur culture, leur religion et d'obtenir leur autonomie vis-à-vis de l'Empire ottoman.

### Proclamation et tentative d'établissement de la république de Mirdita

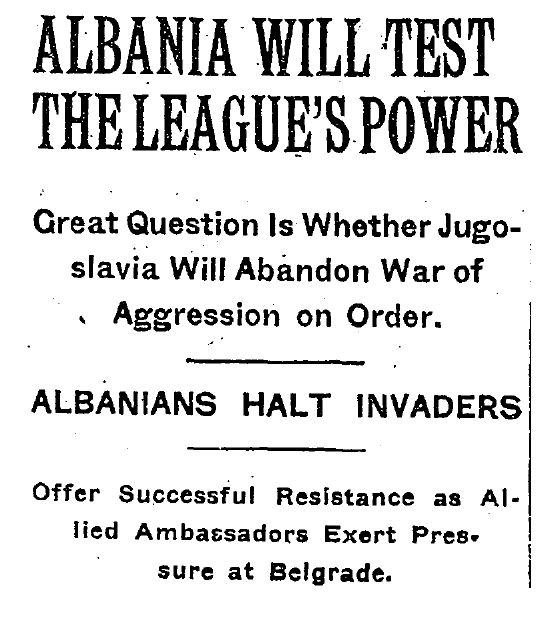
Un gros titre du New York Times du 9 novembre 1921 sur l'incursion yougoslave en Albanie.

En 1919, Prenk Bib Doda, le chef sans enfants (Kapedan) du Kapetainate catholique de la tribu des Mirdita, a été assassiné près des marais de Lezha et n'a laissé aucun successeur clair,. Marka Gjoni, un parent, est devenu un prétendant et un successeur pour le poste de chef, mais de nombreux dirigeants Mirdita ont refusé de le reconnaître et il manquait de popularité au sein de la tribu en raison des problèmes de lâcheté dont il a fait preuve pendant la Première Guerre mondiale. Il a permis aux autorités yougoslaves de déclarer en son nom l'indépendance de la république Mirdita (juillet 1921) à Prizren, en Yougoslavie,,,,,. Gjoni a reçu le soutien des Yougoslaves, des armes, de l'argent, et a mis l'armée russe blanche de Wrangel à son service pour cette entreprise. Le motif de l'indépendance était, selon lui, que le gouvernement albanais ou les "Turcs" allaient interdire le catholicisme,,. Les événements de la république de Mirdita ont coïncidé avec des négociations internationales sur la finalisation de la frontière entre l'Albanie et la Yougoslavie, que les participants considéraient comme importante, et ces discussions se sont poursuivies en novembre 1921. Gjoni a exhorté les autorités yougoslaves à prendre des mesures pour obtenir la reconnaissance de la république de Mirdita, tandis que les Yougoslaves espéraient que la rébellion dans le nord de l'Albanie verrait ses revendications territoriales soutenues dans la région. La Grèce a reconnu la république de Mirdita. À la Société des Nations, le gouvernement yougoslave a accusé le gouvernement albanais d'être un instrument des élites musulmanes propriétaires de terres, tandis que l'Albanie a répondu qu'elle n'était pas un gouvernement de musulmans et qu'elle représentait le peuple albanais de toutes les religions. Le gouvernement yougoslave contestait que le gouvernement albanais de Tirana représente tous les Albanais, en raison de l'existence de la république de Mirdita qui remettait en cause le statut de pays de l'Albanie et donc son appartenance à la Société des Nations. La délégation yougoslave soutenait qu'il existait deux gouvernements et qu'il n'y avait pas d'unité du peuple.
La Grande-Bretagne, qui avait reconnu le gouvernement albanais en novembre 1921, a rejeté la position de la Yougoslavie en envoyant, par l'intermédiaire de son premier ministre Lloyd George, de multiples protestations diplomatiques enflammées à Belgrade, exigeant son retrait des zones contestées,. L'intervention de la Grande-Bretagne a été importante car le soutien yougoslave à Gjoni a pris fin par la suite. Le gouvernement britannique a conseillé à la Société des Nations de prendre des mesures contre la Yougoslavie sur la base de l'article 16 du Pacte de la Société et la Conférence des ambassadeurs a suggéré des sanctions,. La Société des Nations a reconnu les frontières de l'Albanie comme étant celles de 1913 avec de petits ajustements territoriaux en faveur de la Yougoslavie. Ahmet Zog a été envoyé dans la région de Mirdita par le gouvernement albanais avec un contingent de troupes albanaises et de forces irrégulières qui ont vaincu le mouvement sécessionniste le 20 novembre 1921,,. A son arrivée, Zog a offert des conditions clémentes de non représailles si la rébellion cessait, tandis que Gjoni s'est enfui en Yougoslavie,. Les anciens locaux de Mirdita ont négocié avec Zog un accord avec le gouvernement central. Mirdita a été placée en état de siège, Gjoni et ses partisans ont été proclamés traîtres à l'Albanie et d'autres Mirditors associés aux événements ont été punis par une cour politique du gouvernement. Les arrangements précédents datant de la période ottomane qui donnaient à Mirdita une autonomie par le biais d'une règle indirecte ont été abolis. Après un certain temps, Marka Gjoni a été autorisé à retourner en Albanie et à Mirdita, il a été actif dans les affaires locales pendant quelques années avant sa mort.

### L'héritage
Les anciens territoires de la république de Mirdita ont été réduits de moitié en taille et en population, connus aujourd'hui sous le nom de région de Mirdita. Le district de Mirditë sera créé plus tard. D'autres districts voisins s'intéressent aux parties annexées de la "vieille Mirdita" (en albanais : "Mirdita e Vjetër"), connue uniquement par les habitants.

## Gouvernement
- Président : Marka Gjoni
- Ministre des Affaires étrangères : Anton Ashiku
- Ministre de la Guerre : Prenk Lleshi
- Ministre de l'Intérieur : Zef Ndoci

## Note
1. 1 2 3 4  Tomes 2011, p. 46.
2. 1 2 3 4 5 6 7 8  Elsie 2015, p. 232.
3. ↑  Pearson 2004, p. 168.
4. 1 2 3 4  Pula 2013, p. 48.
5. ↑  Besier et Stokłosa 2014, p. 239.
6. 1 2 3 4 5 6 7 8 9  Austin 2012, p. 25.
7. ↑  Austin 2012, p. 24–25.
8. 1 2 3 4  Tomes 2011, p. 47.
9. ↑  Austin 2012, p. 25–26.

## Source
- (it) Cet article est partiellement ou en totalité issu de l’article de Wikipédia en italien intitulé « Repubblica di Mirdita » (voir la liste des auteurs).